# Синусова теорема
Синусовата теорема в тригонометрията изразява пропорционалната зависимост между дължините на страните на триъгълник в равнината и синусите на ъглите срещу тях.
Ако страните на триъгълника са означени с {\displaystyle a,b} и {\displaystyle c}, а ъглите срещу тях с {\displaystyle A,B} и {\displaystyle C}, тогава синусовата теорема гласи:
За всеки триъгълник отношението на коя да е страна и синуса на срещулежащия ъгъл е равно на диаметъра на описаната около триъгълника окръжност:
{\displaystyle {a \over \sin A}={b \over \sin B}={c \over \sin C}=2R=d},
където {\displaystyle R} e радиусът на описаната окръжност, а {\displaystyle d} е нейният диаметър (фиг. 1). Този резултат датира от Птолемей. 
Теоремата има и обикновен вариант без използване на описаната окръжност, когато последната част от уравнението не се записва (фиг. 2):
Страните на триъгълника са пропорционални на синусите на срещулежащите ъгли:
{\displaystyle {a \over \sin A}={b \over \sin B}={c \over \sin C}},
а понякога законът се изразява и с реципрочните стойности:
{\displaystyle {\sin A \over a}={\sin B \over b}={\sin C \over c}}.
Тези формули се използват, за да се намерят неизвестните страни на триъгълника, ако се знаят 2 ъгъла и третата страна, което е основна задача при триангулацията. Може да се използват и ако са известни две от страните и един от ъглите, но не този сключен между тях. Тогава уравненията ще дадат 2 решения за сключения ъгъл между известните страни: остър и тъп ъгъл, сумата от които е 180°, тъй като за всеки ъгъл {\displaystyle \alpha } важи равенството {\displaystyle \sin \alpha =\sin \left(180^{\circ }-\alpha \right)}.
По синусовата теорема може да се определи и радиусът на описаната окръжност около триъгълника, ако се знаят една от страните му и ъгълът срещу нея:
{\displaystyle R={a \over 2\sin A}={b \over 2\sin B}={c \over 2\sin C}}.
При остроъгълен и тъпоъгълен триъгълник диаметърът на описаната окръжност е по-голям от всяка от страните му, а при правоъгълен триъгълник е равен на хипотенузата.
Диаметърът на описаната окръжност може да се определи и чрез Хероновата формула за лице на триъгълника (фиг. 3):
{\displaystyle d={\frac {abc}{2{\sqrt {p(p-a)(p-b)(p-c)}}}}} или
{\displaystyle d={\frac {2abc}{\sqrt {(a^{2}+b^{2}+c^{2})^{2}-2(a^{4}+b^{4}+c^{4})}}}},
където {\displaystyle p={\frac {(a+b+c)}{2}}} е полупериметърът на триъгълника.

## Доказателство
Нека е даден триъгълник със страни {\displaystyle a,b} и {\displaystyle c} и срещулежащи ъгли {\displaystyle A,B} и {\displaystyle C} (фиг. 4). От върха {\displaystyle C} се спуска перпендикуляр към страната {\displaystyle c} и се обозначава с {\displaystyle h}. Така се получават 2 правоъгълни триъгълника. За тях са верни равенствата:
{\displaystyle \sin A={\frac {h}{b}}} и {\displaystyle \;\sin B={\frac {h}{a}}}.
Следователно
{\displaystyle h=b\,\sin A=a\,\sin B}
и
{\displaystyle {\frac {\sin A}{a}}={\frac {\sin B}{b}}}.
Същото се получава и ако се спусне перпендикуляр от върха {\displaystyle A} към страната {\displaystyle a}
{\displaystyle {\frac {\sin B}{b}}={\frac {\sin C}{c}}}
и от върха {\displaystyle B} към страната {\displaystyle b}
{\displaystyle {\frac {\sin A}{a}}={\frac {\sin C}{c}}}.
От свързването на последните три равенства се формулира синусовата теорема.

## Сферична синусова теорема
Сферичната синусова теорема има същата формулировка и се отнася за сферичен триъгълник.